# Tempelkullen
Tempelkullen är ett naturreservat i Kinda kommun i Östergötlands län.
Området är naturskyddat sedan 1961 och är 1 hektar stort. Reservatet omfattar ett område vid norra stranden av ån mellan Ämmern och Åsunden. Reservatet består av glest lövträdsklädd kulle med ekhagekaraktär.